# Acanthostrongylophora
Acanthostrongylophora is een geslacht van sponsdieren uit de familie van de gewone sponzen (Demospongiae).

## Soorten
- Acanthostrongylophora ashmorica Hooper, 1984
- Acanthostrongylophora ingens (Thiele, 1899)